# Onthophagus shibatai
Onthophagus shibatai là một loài bọ cánh cứng trong họ Bọ hung (Scarabaeidae).